# Snohomish
Snohomish és una població dels Estats Units a l'estat de Washington. Segons el cens del 2020 tenia 10.126 habitants.

## Demografia
Segons el cens del 2000, Snohomish tenia 8.494 habitants, 3.276 habitatges, i 2.099 famílies. La densitat de població era de 1.301,4 habitants per km².
Dels 3.276 habitatges en un 36,4% hi vivien nens de menys de 18 anys, en un 44,9% hi vivien parelles casades, en un 14,3% dones solteres, i en un 35,9% no eren unitats familiars. En el 29,1% dels habitatges hi vivien persones soles el 9,7% de les quals corresponia a persones de 65 anys o més que vivien soles. El nombre mitjà de persones vivint en cada habitatge era de 2,47 i el nombre mitjà de persones que vivien en cada família era de 3,03.
Per edats la població es repartia de la següent manera: un 26,5% tenia menys de 18 anys, un 8,5% entre 18 i 24, un 33,1% entre 25 i 44, un 19,3% de 45 a 60 i un 12,7% 65 anys o més.
L'edat mediana era de 34 anys. Per cada 100 dones de 18 o més anys hi havia 87,1 homes.
La renda mediana per habitatge era de 46.396 $ i la renda mediana per família de 61.034 $. Els homes tenien una renda mediana de 40.463 $ mentre que les dones 33.929 $. La renda per capita de la població era de 20.917 $. Aproximadament el 4,1% de les famílies i el 7,2% de la població estaven per davall del llindar de pobresa.

## Poblacions més properes
El següent diagrama mostra les poblacions més properes.